# اختراع (بلاغة)
الاختراع هو إيجاد المعاني والتشبيهات الجديدة وصناعة الأشياء المبتكرة. والكلام المشتمل على مثل هذه المعاني والتشبيهات يسمى بديعا ومخترعا.